# Miquel Serra i Pàmies
Miquel Serra i Pàmies (Reus, 17 de gener de 1902 - Mèxic, 14 de juny de 1968), va ser un polític català, germà de Josep Serra i Pàmies, principalment recordat per evitar la destrucció parcial de la ciutat de Barcelona durant el període final de la Guerra Civil espanyola.

## Biografia
De jove havia col·laborat en diverses publicacions reusenques, entre elles Foment i a la revista satírica La Porra, de caràcter nacionalista radical. Mentre treballava a la Catalana de Gas i Electricitat, milità a la Unió Socialista de Catalunya (USC). Participà en la creació, el 23 de juliol del 1936, del Partit Socialista Unificat de Catalunya (PSUC) a partir de la fusió del Partit Comunista Català (PCP), la Unió Socialista de Catalunya (USC), el Partit Català Proletari (PCP) i la Federació Catalana del PSOE. També en va ser vicesecretari i tresorer. Sempre defensà la independència del partit davant les pressions de l'URSS i la Internacional Comunista.
El 1937 el president Lluís Companys el nomenà Conseller de proveïments de la Generalitat el 29 de juny del 1937. El gener del 1939, quan les tropes franquistes ja havien travessat el riu Ebre i tothom donava per perduda la Guerra Civil, Serra i Pàmies va aconseguir que l'exèrcit republicà no destruís Barcelona durant la retirada. L'URSS i la Internacional Comunista havien elaborat un pla per destruir Barcelona amb milers de tones de trilita i grans quantitats de munició d'artilleria per dinamitar les principals fàbriques i infraestructures de la ciutat. Serra i Pàmies es va oferir per enllestir-ne els detalls i donar-ne l'ordre, però va dedicar tots els esforços a evitar que el pla s'executés.
Es va escapar de Barcelona cap a França, on va retrobar-se amb la seva dona, Teresa Puig i Sitges, que se n'havia anat abans, i es van instal·lar a París. El juliol del 1939 dirigents de Moscou li demanaren que hi anés i allí va ser arrestat i conduït als calabossos de Lubianka, la seu de l'NKVD, els serveis secrets estalinistes, juntament amb el seu company Del Barrio. El judici va començar el 14 d'agost del 1939. Assegut a la banqueta dels acusats, Serra va escoltar com l'acusaven d'anticomunista, trotskista i maçó, d'haver perdut els arxius del PSUC, d'incomplir les ordres de dinamitar Barcelona i de perdre els fons econòmics del partit, a més de pertànyer als serveis secrets francesos i ser el principal culpable de la derrota republicana a la Guerra Civil. Després d'aquesta darrera acusació, molt debilitat per les tortures patides, va tenir una crisi nerviosa que va obligar a suspendre la sessió i que li produí unes seqüeles que l'acompanyarien tota la vida en forma de paràlisi de la meitat dreta de la cara. En sessions posteriors es va defensar fins al 20 d'agost del 1939, que va acabar un procés del qual va sortir exculpat d'haver incomplert l'enderrocament de Barcelona, però declarat culpable dels altres càrrecs. Se'n va anar llavors a Mèxic, on va viure fins que morí el 1968. Va ser un dels fundadors del Moviment Social d'Emancipació Catalana.
Els seus esforços per evitar la destrucció de Barcelona foren immortalitzats el 2017 en la pel·lícula-documental Terra Cremada.